# Festuca fleischeri
Festuca fleischeri là một loài thực vật có hoa trong họ Hòa thảo. Loài này được Dörfl. mô tả khoa học đầu tiên năm 1911.